# The Ellipse
The Ellipse ("A Elipse", em português), oficialmente denominado President's Park South ("Parque Presidencial Sul", em português), é um parque situado em Washington, D.C., capital dos Estados Unidos. Seu formato foi determinado ainda conforme o projeto da capital apresentado a George Washington pelo engenheiro Pierre Charles L'Enfant; nele o projetista usara várias formas elementares como quadrados, círculos e triângulos e que viriam ser característica da cidade (a exemplo do Pentágono, o museu The Octagon House, o Washington Circle ou o Federal Triangle)
O formato do parque foi determinado, entretanto, por volta de 1877 e provavelmente este é a maior área urbana no formato de elipse do mundo, possuindo um total de quase 17 acres (cerca de 210.000 m²). Foi concretizado sob a direção de Thomas Lincoln Casey, entre 1877 e 1880, pelo Corpo de Engenheiros do Exército e em 1933 passou a ser gerenciado pelo National Park Service.
Seus focos foram determinados a partir da chamada "Pedra Meridiana", um marco histórico dos Estados Unidos que ficara ignorado até 1990 e que fazia parte do esforço de Thomas Jefferson em criar um meridiano principal que servisse de referência ao país.
Em 2021 The Ellipse ganhou projeção mundial por ter sido o lugar escolhido por Donald Trump para realizar o comício no dia 6 de janeiro onde o então presidente incitou uma grande massa de seguidores a "marcharem ao Capitólio" a fim de, sob falso argumento de fraude eleitoral, interromperem a cerimônia de certificação do presidente eleito Joe Biden, e que culminou na invasão do Congresso.

## Histórico
A área era conhecida como "White Lot e serviu de acampamento durante a Guerra de Secessão até que, em 1867, o Congresso transferiu sua posse ao Engenheiro-Chefe do Exército; em 1877, quando ocupava o posto, Thomas Lincoln Casey, então tenente-coronel, escreveu um relatório mencionando os melhoramentos da área que denominou de Grounds South of the Executive Mansion, e que utilizava o local para receber "material de refugo" de empreiteiros a fim de eliminar as irregularidades do terreno; mais tarde, em 1878, ele declarou que a "White Lot" teria o formato de elipse, sendo esta a primeira vez que a palavra surgiu para designar o lugar.
O sucessor de Casey declarou em relatório que a área já era composta de um gramado e havia recebido enormes quantidades de cascalho e outros materiais descartados, o que ainda continuaria a ser feito no ano seguinte. A despeito de vários relatórios anuais dos responsáveis pela construção do parque, não se conseguiu determinar quais os parâmetros utilizados por Casey para desenhar a elipse.